# Verismo

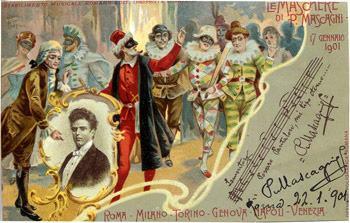
Eine Erinnerungspostkarte an Pietro Mascagnis Le maschere (1901) zeigt das umfassende Marketing des Verlegers Sonzogno.

Der Verismo (italienisch Realismus) ist eine Stilrichtung der italienischen Oper zwischen etwa 1890 und 1920.

## Entstehung
Am Ende des 19. Jahrhunderts waren die italienischen Operntraditionen in einer Umbruchphase. Mit Opera seria und Opera buffa war es vorbei; das Melodramma tragico Giuseppe Verdis machte nicht Schule und weder Amilcare Ponchielli noch Arrigo Boito konnten sich mit überzeugenden Konzepten aus Verdis Einfluss lösen.
Die italienischen Städte sahen gebannt auf Paris und versuchten, die neusten dortigen Moden zu übernehmen. Die Opéra comique seit Carmen (1875) und das Drame lyrique von Ambroise Thomas oder Jules Massenet waren zu den aktuellen Vorbildern geworden. Seit den 1880er-Jahren gewannen auch die Musikdramen Richard Wagners großen Einfluss. Eine junge Generation von Komponisten, die Giovane Scuola, von denen einige dem Verismo nahestanden, löste sich mit ihrer Hilfe vom Vorbild Verdi.
Weitere Impulse kamen von der Literatur: Von der französischen Literatur, namentlich von Émile Zola, ging der Naturalismus aus, der erheblichen Einfluss auf das Theater hatte. Er scheute sich nicht vor einer Darstellung des Hässlichen, wenn es der (sozialen) Wahrheit der exakt dargestellten Figuren entsprach. Das italienische Risorgimento hatte einen Aufwind für die „nationale“ Literatur gebracht, aus dem etwa Giovanni Verga mit seinen naturalistischen Sizilianische Novellen hervorging. Die Mailänder Künstlergruppe Scapigliatura revoltierte gegen bürgerliche Moralvorstellungen.
Hinzu kamen Anregungen aus der Theaterpraxis: Das mehrheitlich gesprochene Melodram der Pariser Boulevardbühnen und Londoner Unterhaltungstheater konnte sich in Italien nicht durchsetzen, weil das Theaterleben von der Oper dominiert war. Die Tramelogödie von Vittorio Alfieri zum Beispiel hatte keine Nachahmer gefunden. Stilmittel des Melodrams in der italienischen Oper wirkten daher neu und sensationell. Das naturalistische Schauspiel war damals hochaktuell, wenn auch noch wenig bekannt, und übte ebenfalls einen Einfluss aus.
Der Mailänder Verleger Edoardo Sonzogno schuf in dieser Situation als Produzent mit einer Reihe junger Komponisten eine neue Art Oper, die sich schlagartig durchsetzte. 1883 schrieb er einen Kompositionswettbewerb aus, der mehrmals wiederholt wurde. Aus dem zweiten Wettbewerb (1888) ging Pietro Mascagni als Sieger hervor. Mit einer eigenen Theaterzeitung und eigenen Tourneen sorgte Sonzogno für die Verbreitung der ausgewählten Opern. Das Spektrum dieser Opern war allerdings vielfältiger, als es der Begriff Verismo heute nahelegt, und schloss etwa auch märchenhafte spätromantische Stücke (wie von Spyros Samaras) mit ein.

## Werke

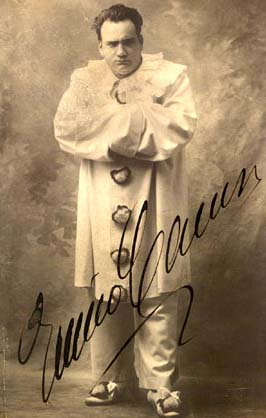
Übersteigerter Ausdruck machte den Verismo berühmt. Der Tenor Enrico Caruso um 1904 als tragikomischer Held Canio in der Oper Pagliacci.

Noch heute im Repertoire sind die beiden meist gemeinsam aufgeführten, aber stilistisch sehr unterschiedlichen Werke Cavalleria rusticana (Einakter, 1890) von Pietro Mascagni und Pagliacci (Zweiakter, 1892) von Ruggero Leoncavallo, mit denen Sonzognos Siegeszug begann.
Verismo-Opern, die nicht auf Sonzognos Tournee-Betrieb eingerichtet waren, sind nicht mehr unbedingt Einakter, sondern konnten abendfüllend sein. Jules Massenets La Navarraise (1894) und Umberto Giordanos Andrea Chénier (1896) wurden von Sonzogno verlegt und produziert, als er auch Intendant der Mailänder Scala war. Von späteren Verismo-Opern ist etwa Adriana Lecouvreur (1902) von Francesco Cilea im Repertoire geblieben.
Zahlreiche Werke, die nichts mit dem Verleger Sonzogno zu tun haben, haben sich an die erfolgreichen Stilmittel des Verismo angelehnt, auch einige Opern Giacomo Puccinis, der mit Sonzognos Konkurrenten Ricordi zusammenarbeitete (insbesondere Il tabarro und Tosca). Mit Emile Zola als Librettist verfasste Alfred Bruneau seine Oper Messidor (1897). Die Werke sowie der Kompositionsstil von Alberto Franchetti (Cristoforo Colombo, 1892; Germania, 1902), werden auch dazugerechnet. Eine erfolgreiche deutschsprachige Oper, die sich zumindest vom Libretto her zum Verismo rechnen lässt, ist Tiefland (1903) von Eugen d’Albert.

## Charakteristik
Die veristische Oper zeigt die endgültige Aufgabe klassischer Theaterregeln wie Ständeklausel oder Decorum (schickliche, stilisierte Darstellung des Kreatürlichen) am Ende des 19. Jahrhunderts. Die Paradewerke Cavalleria rusticana und Pagliacci wären nach traditionellen Kriterien eindeutig Komödien, ihr Rahmen ist ein ländliches Fest oder das Theatermilieu, ihre Protagonisten gehören zu den einfachen Leuten. In den Handlungen, die in Beziehungsdelikten gipfeln, gibt es aber trotz grotesker Stilmittel nichts zu lachen. – Das Lachen des Bajazzo in Pagliacci ist ein Ausdruck des Wahnsinns und der Verzweiflung.
Die stilistische Bandbreite der Verismo-Opern ist groß. Eine Gemeinsamkeit sind die realistischen Handlungen im niederen sozialen Milieu mit einem gewaltsamen Höhepunkt. Die Schauplätze sind ländlich, exotisch und später auch großstädtisch. Außerdem gibt es eine Tendenz zur knappen, lakonischen Form. Frühe Verismo-Opern sind oft Einakter. Die Katastrophe wird durch ein instrumentales Intermezzo von der vorhergehenden Handlung abgetrennt.
Wegen seiner kolportagehaften Handlungskonstruktionen, die an Sensationsjournalismus erinnern, führte der Verismo zu kalkulierten Theaterskandalen. Musikalische Stilmittel wie das Mitgehen des Orchesters im Unisono mit der Gesangsstimme oder eine sehr einfache Gegenübersetzung von Melodie und Begleitung wurden für grob und effekthascherisch gehalten. Auch die Eingliederung realistischer Geräusche wie Pistolenschüsse, Lachen, Schreie und gesprochener Sätze in den musikalischen Ablauf machte Sensation, stieß aber nicht überall auf Zustimmung. Verdi lehnte diesen überzeichneten Realismus ab und untersagte etwa der Darstellerin seiner Traviata ein lautes Husten. Bekannt sind vor allem die empörten Rezensionen des Wiener Feuilletonisten und Musikwissenschaftlers Eduard Hanslick.
Ungeachtet oder gerade wegen der kritischen Aufnahme und zusätzlichen, oben genannten Stilmitteln hatten die Verismo-Opern in den 1890er Jahren einen weltweiten Erfolg.

## Nachwirkungen

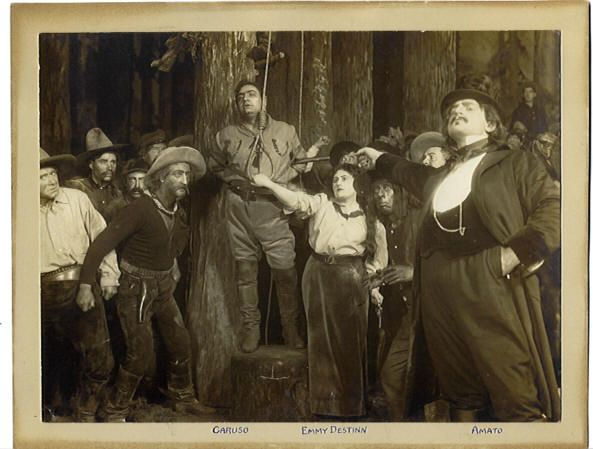
Western-Atmosphäre an der Premiere von La fanciulla del West, 1910.

Der Niedergang des Opernverismo fällt mit der Blütezeit des Stummfilms in den 1910er Jahren zusammen (für den sich Verismo ebenfalls als Gattungsbezeichnung eingebürgert hat). Erich Wolfgang Korngolds Oper Violanta (1916) wurde nun als „blutiges veristisches Kinodrama“ kritisiert. Giacomo Puccini bezog sich mit La fanciulla del West (1910) ausdrücklich auf das neue Western-Genre. Riccardo Zandonai konnte mit Francesca da Rimini (1914) noch ein erfolgreiches Opern-Werk nachliefern.
In gleichsam veredelter Form nahm Puccini Elemente des Verismo in seine Opern auf. Spätere Anklänge an den Verismo gibt es etwa in Renzo Rossellinis La guerra (1956) oder in Gian Carlo Menottis The Saint of Bleeker Street (1954).

## Verismo-Sänger
Zu den bekannten Opernsängern, die auch in Verismo-Opern sangen, gehörten und gehören Adelaide Saraceni, Amadeo Bassi, Rosina Storchio, José Cura sowie Mario Sammarco und Eugenio Giraldoni.